# A középkori Magyar Királyság története

## Árpád-kor

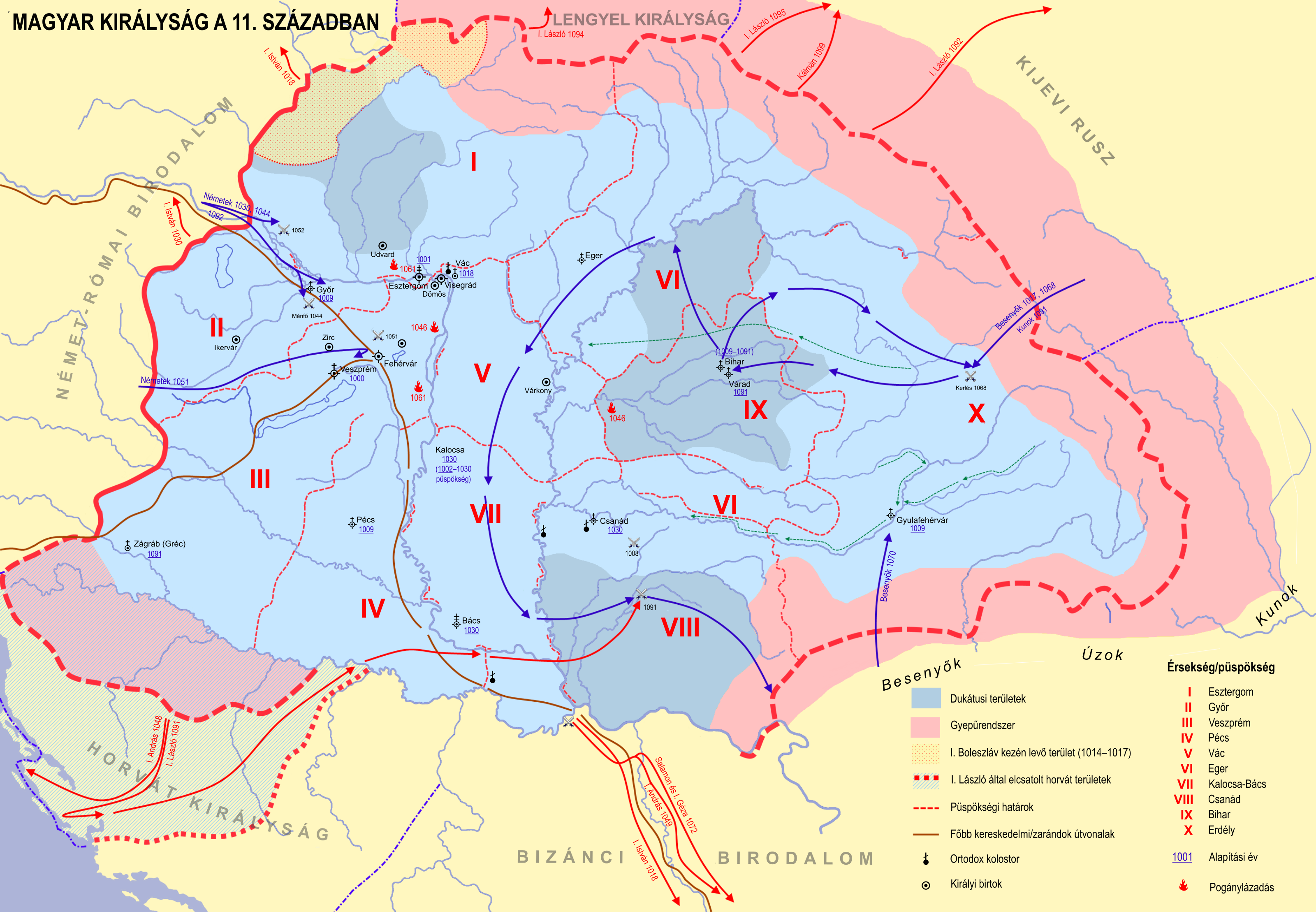
Magyarország a 11. században

### Államalapítás
Géza fejedelem nyugat felé fordult, 973-ban követeket küldött a német-római császárhoz, I. (Nagy) Ottóhoz, és keresztény papokat, hittérítőket kért tőle. Ezek nevelték fiát, Vajkot is, aki megkeresztelésekor az István nevet kapta. Istvánt Adalbert prágai püspök nevelte, megkeresztelése is az ő nevéhez fűződik valamint valószínűleg István házasságát is ő hozta tető alá Gizella bajor hercegnővel. Géza az öröklésben a hagyományos seniorátus (a nemzetség legidősebb élő férfi tagjának öröklési joga) helyett a keresztény-germán primogenitúrát (az elsőszülött fiú öröklési joga) akarta érvényesíteni. Géza halála után a pogányok támogatását élvező Koppány következett volna a fejedelmi trónon. Koppány Tar Szerénd fia, aki Géza másodunokatestvére és Árpád egyik fiának Tarkacsunak az unokája. István azonban német segítséggel legyőzte. 1000 és 1001 évfordulóján, karácsonykor II. Szilveszter pápától koronát kapott és Esztergomban (vagy Fehérváron) királlyá koronázta. Akkoriban ugyanis a karácsonytól számították az újévet. Ezzel megszületett a keresztény Magyar Királyság, amely több mint kilenc évszázadig állt fenn a Kárpát-medence területén.

### A központi hatalom kiépítése

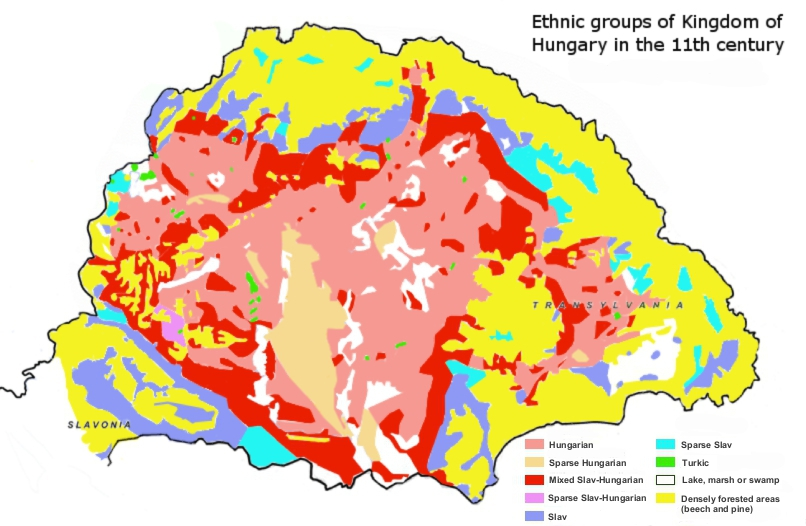
A magyar etnikum elhelyezkedése a 11. században

I. (Szent) István megszervezte az egyházszervezetet és a vármegyerendszert, stabil pénzt veretett, meghonosította az oklevélkiadást, törvénykönyvet íratott, és mindent megtett, hogy az ország felzárkózzon a nyugat-európai országok szokásaihoz.Az egyházszervezést Géza kezdte, de a munka java Istvánra maradt. Tíz egyházi központ jött létre, melyek közül kettő Esztergom és Kalocsa érseki rangot kapott. A hittérítést a bencés rend végezte, központjaik pl. Pannonhalma, Pécsvárad. A királyi vármegyék a kormányzás alapegységei.
István halála után trónharcok kezdődtek és 1046-ban pogánylázadás robbant ki, Vata vezetésével. A rendet végül I. András állította helyre, aki sikeresen szállt szembe az országra törő német-római császár hadaival is. Magyarország függetlenségének megszilárdítását a 11. század végén uralkodó I. (Szent) László folytatta tovább. László nem ismerte el sem a római pápa, sem a német-római császár hűbérúri státuszát. Rugalmas külpolitikát folytatva sikerült szövetségre lépnie mindkettővel. Az országban erős jogrendet tartott fenn, szigorította I. István törvényeit, megerősítette az egyház helyzetét, és visszaverte az országra támadó kunokat.
Szent László utódja, Könyves Kálmán újabb fontos törvényeket hozott. Jelentős katonai sikere volt a szomszédos Horvátország és Dalmácia elfoglalása. (Horvátország ettől kezdve mindig a Magyar Királysághoz tartozott.)

### Írásbeliség és diplomáciai sikerek
A 12. századi Árpád-házi királyok, főként II. (Vak) Béla és III. Béla tovább folytatták elődeik sikeres bel- és külpolitikáját. III. Béla elrendelte, hogy minden elé kerülő ügyet foglaljanak írásba – ez volt a magyar hivatalos írásbeliség kezdete. Fejlesztette a nyugati, főleg a francia-magyar kapcsolatokat, a francia király testvérét vette feleségül. Béla korából való az első egybefüggő magyar nyelvű írott emlék, a Halotti beszéd és a király jegyzője, Anonymus által írt Gesta Hungarorum is.

### Hatalmi válság és második honalapítás

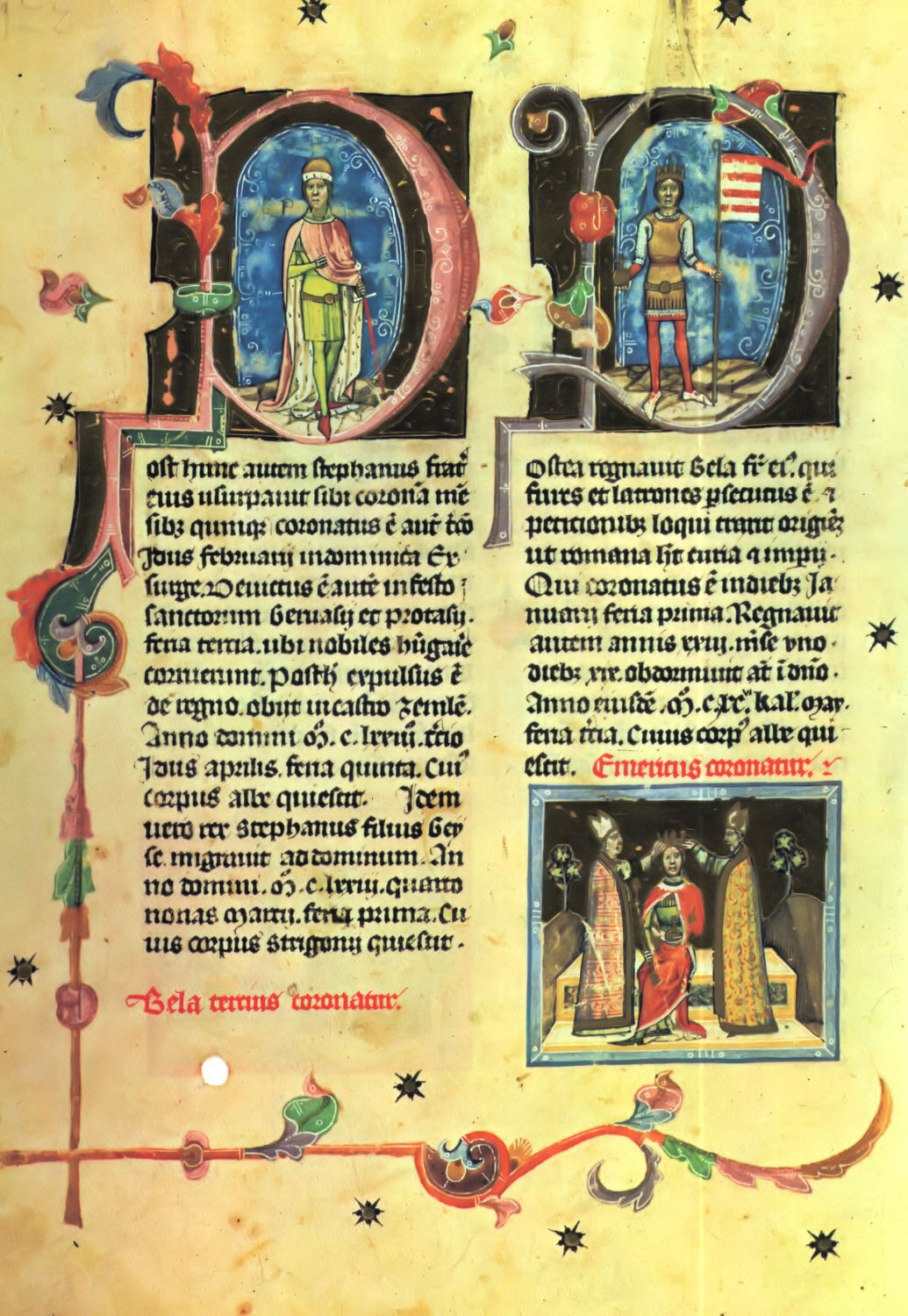
IV. István és III. Béla ábrázolása a Képes krónikában

A 13. században a nagybirtokosok rendkívül megerősödtek és a királyi központi hatalom meggyengült. II. András a híveit hatalmas birtokadományokkal próbálta meg magához láncolni, így gyorsan csökkenni kezdtek a várbirtokok. Ez a folyamat a királyi hatalom gazdasági alapjait kezdte ki. A főurak mégsem voltak elégedettek, mert úgy érezték, hogy a király feleségével, Meráni Gertrúddal érkezett német urakat előnyben részesítik velük szemben. Így egy csoportjuk összeesküvést szőtt és 1213-ban meggyilkolták a királynét (Bánk bán története). A királyi hatalom gyengülését mutatja, hogy az összeesküvők nagy része büntetlenül úszta meg a lázadást.
Amikor a király végül megkísérelte visszavenni a szétosztogatott birtokadományainak egy részét, a főurak felkelést szítottak és 1222-ben rákényszerítették a királyt az Aranybulla kibocsátására. Az egyezmény korlátozza a király hatalmát és szentesíti a magyar nemesség előjogait, például a birtokaik adómentességét. II. András a külpolitikában sikeresebb volt. Vezetésével a magyar sereg még keresztes hadjáratot is folytatott Jeruzsálembe a muzulmánok ellen.
II. András fia, IV. Béla szintén kísérletet tett a királyi adományok visszavételére, amivel maga ellen hangolta a főurakat. Amikor 1241-ben a mongolok (tatárok) százezer fős serege betört az országba, a sértődött főurak nem csatlakoztak a királyhoz, és a király gyengébb hadereje Muhi mellett megsemmisült. A király az őt üldöző ellenség elől egészen Dalmáciáig menekült (Trau várába). A tatárjárás szörnyű pusztítása egy évig tartott, és mire elhagyták az országot, az ország lakosságának a fele odaveszett vagy rabszolgaszíjon hurcolták el (kb. egymillió ember!).
IV. Béla ezután belátta, hogy szüksége van a nagybirtokosok támogatására, ezért ismét elkezdett birtokokat adományozni, azzal a feltétellel, hogy kővárat építenek a területükre. (Ebből a korból származik a mai Magyarország legtöbb várának alapja.) A király a nemesség részére évenkénti, küldöttekből álló országgyűlés tartását engedélyezte. Új külpolitikáját is az ország védelmének megerősítése jegyében folytatta. Letelepítette az országba a mongolok elől menekülő kun törzseket, szövetségre lépett a szomszédos szláv államokkal, Haliccsal (a mai Ukrajna) és Lengyelországgal. Az elnéptelenedett területekre telepeseket hívott külföldről (hospesek), előjogokat kínálva nekik (szabad költözés, bíróválasztás, csökkentett adóterhek). IV. Bélát a lendületes újjáépítés és a későbbi korok fejlődését is megalapozó számtalan reformja miatt „második államalapító” néven is emlegetik.
IV. Béla utódai tehetetlenek voltak a megerősödött nagybirtokosok hatalmával szemben. V. Istvánnak például még arra sem volt ereje, hogy a kisgyermekét elrabló főurat megbüntesse. Egyedül IV. (Kun) László tudott még némi sikert felmutatni, de ő is csak a külpolitika terén, a cseh király legyőzésével. László a kun szövetségeseiben jobban bízott, mint a magyar urakban. Végül épp a kunok gyilkolták meg, feltehetően magyar főurak megbízásából.
Ekkorra már hatalmas területek kerültek ki teljesen a király ellenőrzése alól. Egyes főurak, például Csák Máté és mások a királytól függetlenítették magukat, saját gazdaságot, kereskedelmet és külpolitikát rendeztek be. 1301-ben III. András halála egyben az Árpád-ház kihalását is jelentette.

## Késő középkor

### A lovagkor évszázada

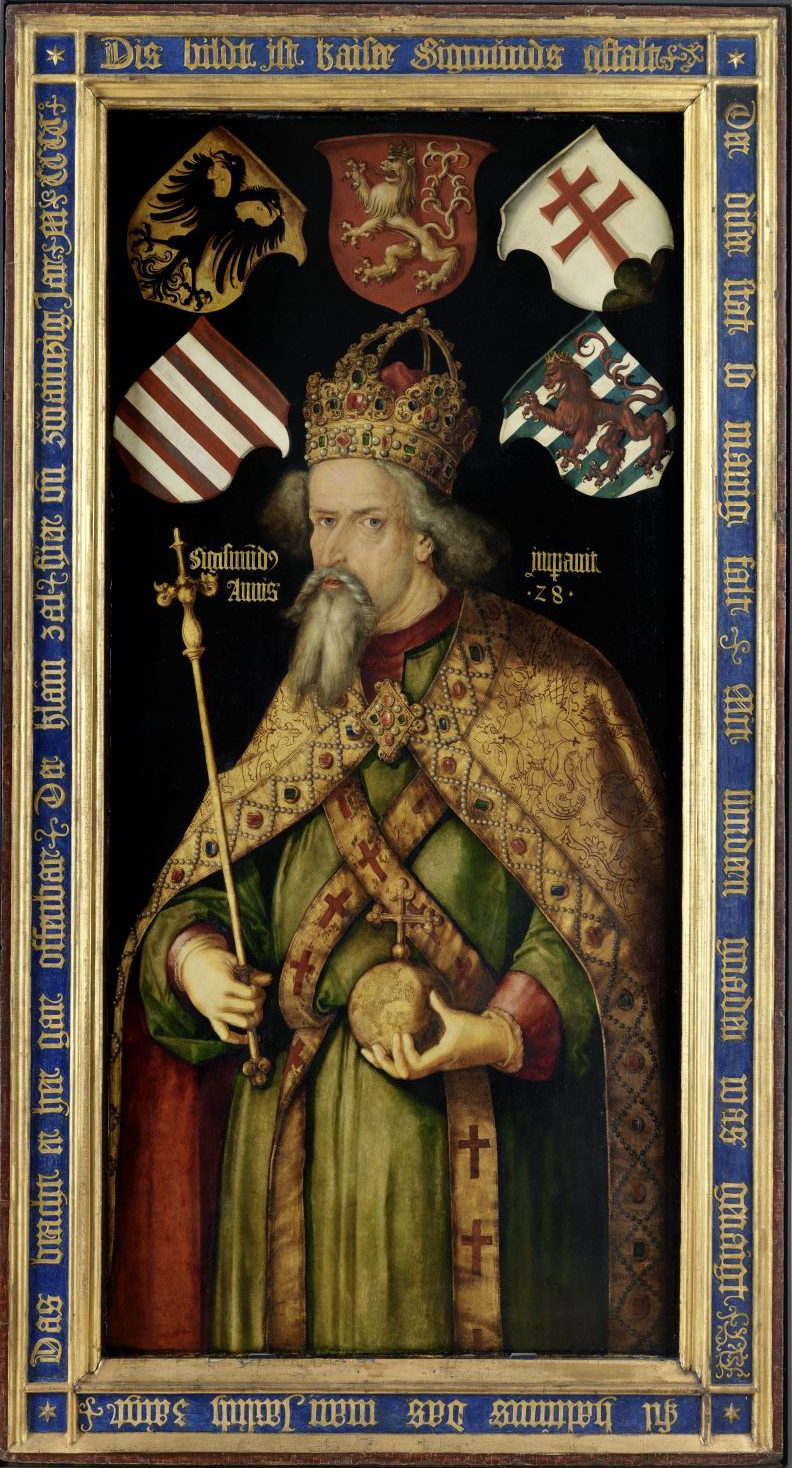
Luxemburgi Zsigmond Magyarország, Dalmáczia, Horvátország, Ráma, Szerbia, Galiczia, Lodomeria, Kunország és Bulgária királya, brandenburgi őrgróf, a szent római birodalomnak főkamarása Csehország és Luxemburg örököse (Albrecht Dürer festménye)

A trónviszályokból Károly Róbert nápolyi herceg került ki szerencsésen, aki elnyerte többek közt a pápa, a firenzei bankárok és Kán László erdélyi vajda kegyét is.
Az új király felszámolta a bárók hatalmaskodását. A báróktól elkobzott vagyont, földet a hívei kapták meg. Ezek a lépések véget vetettek az ország szétszakítottságának, és a Magyar Királyság ismét osztatlan, központosított állammá vált.
Károly Róbert megteremtette a bárók és a vármegyei nemesek bandériumaiból álló egységes katonai szervezetet, a banderiális hadsereget.
Az aranybányászat terén a Magyar Királyság élre került, mivel Károly Róbert az úgynevezett bányapénz átengedésével új bányák létesítésére ösztönözte a nemeseket. 1325-ben firenzei mintára aranyforintot veretett.
Károly Róbert utóda, Nagy Lajos uralkodása a középkori Magyar Királyság egyik fénykora: létrejött a magyar–lengyel perszonálunió, az ország belső békéje és dinasztikus kapcsolatai lehetővé tették a társadalom, a gazdaság és a kultúra fejlődését. Többek között 1367-ben a király megalapította Magyarország első egyetemét Pécsen. Aktív külpolitikája és hadjáratai révén pedig Magyarország európai nagyhatalommá vált.
A Nagy Lajos halála utáni trónviszályból Luxemburgi Zsigmond, IV. Károly német-római császár fia került ki győztesen, akit 1387-ben koronáztak királlyá. A trónért azonban kemény egyezséget kötött a főurakkal (bárókkal), melyben erősen megkötötték a kezét, és gyakorlatilag csak velük együtt kormányozhatott. Zsigmond király a következő években a királyi birtokok felét eladományozta a főuraknak, és gazdasági szempontból végül már ő is csak egy volt az ország legnagyobb földbirtokosai közül. Uralkodása alatt hatalmas főúri birtokok, úgynevezett mágnásvagyonok alakultak ki. Míg eddig a királyi udvar volt a kultúra és a hatalom központja, ettől kezdve a főúri családok ugyanolyan mértékben alakították az ország kultúráját és politikáját, mint a királyi udvar.
A főurak hatalmának ellensúlyozására a király jelentősen támogatta a városok fejlődését, a városok polgársága pedig elkötelezetten támogatta Zsigmondot. A városoknak nagy szerepük volt a politikai stabilizációban, hiszen egyikük sem akart főúri függés alá kerülni. Az uralkodó növelte a szabad királyi városok számát, és új törvényeket adott ki a városok jogainak növelésére. Többek között szentesítette a városok jogát a lakosaik feletti önálló ítélkezésre. A legfontosabb városok Buda, Pozsony, Bártfa, Eperjes és Kassa lettek. Buda városi fejlődését jelzi, hogy Zsigmond 1395-ben új egyetemet létesített Óbudán, 1408-ban pedig Budát tette az ország fővárosává.
Mivel az ország déli határait veszélyeztetve ekkor kezdte meg balkáni hódításait a felemelkedő Oszmán-török Birodalom, Zsigmond a belső gondjai ellenére hadjáratokat indított a Balkán irányába. Miután sikeresen visszafoglalta csapataival Havasalföldet és Kisnikápolyt, ki akarta űzni a törököt egész Európából, azonban 1396-ban Nikápolynál vereséget szenvedett I. Bajazid szultán hadaitól.

### Törökellenes harcok és reneszánsz kultúra

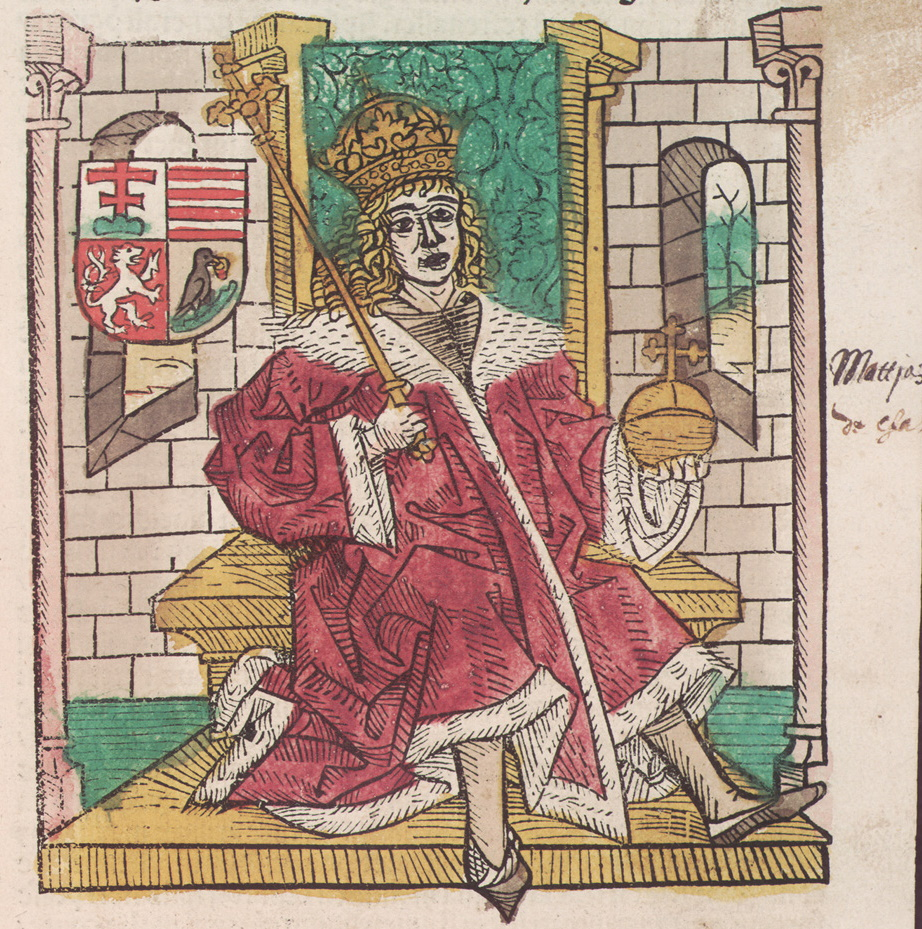
Mátyás király, 1488-as rajz

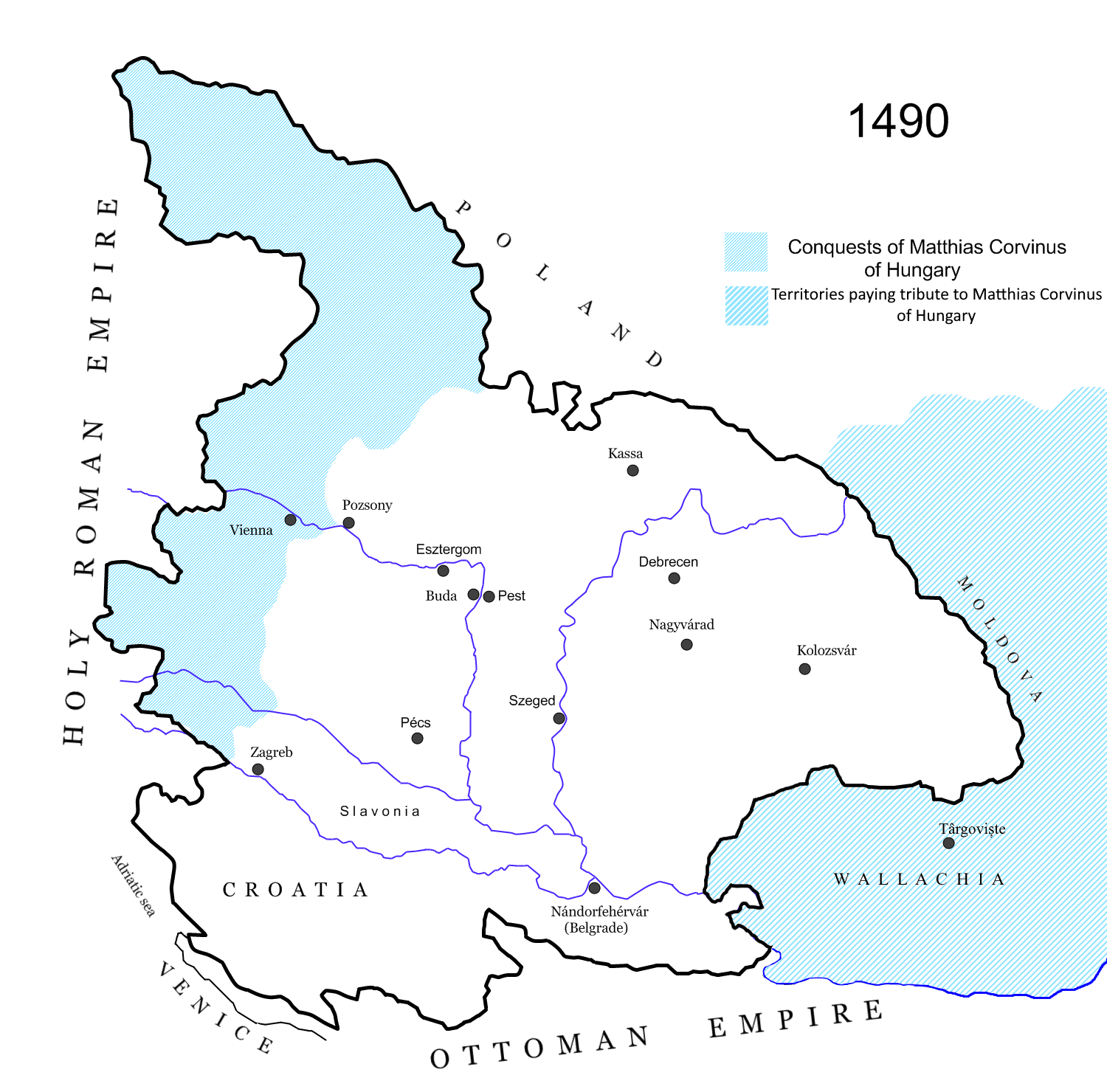
Mátyás király birodalma 1490-ben

Zsigmond király 1410-ben elnyerte a jelképes rangnak számító német királyságot és komoly nemzetközi sikereket ért el (konstanzi zsinat megszervezése, 1414–1418). 1419-ben cseh királlyá választották, és így bekerült a német választófejedelmek körébe. Német, magyar és cseh királyként Európa egyik legtekintélyesebb uralkodója lett. Birodalma központját Budán rendezte be, amelyet európai hírű királyi udvarrá fejlesztett. A törökök ellen újabb támadások helyett a déli országrészekben nagyszabású védelmi rendszert épített ki, az úgynevezett bánságokat, valamint a végvárak vonalát, melynek központja Nándorfehérvár (a mai Belgrád) lett.
1433-ban elérte legnagyobb sikerét, ugyanis a pápa német-római császárrá koronázta. Ettől kezdve Buda lett Európa központja, ahol császárokat, királyokat, fejedelmeket fogadtak. A német birodalmi gyűlést, először a történelem folyamán, a Német-római Birodalom határain kívül, Pozsonyban hívták össze.
1437-ben az országban kirobbant a Budai Nagy Antal-féle erdélyi parasztfelkelés. A felkelést kegyetlenül leverték, azonban hatására a kolozsmonostori egyezményben az erdélyi vajda enyhített a parasztok terhein.
Ugyanebben az évben Zsigmond király meghalt, 50 esztendős uralkodásával a leghosszabb ideig uralkodó magyar király volt a középkorban. Fiúörökös hiányában leánya férje, Habsburg Albert követte a trónon. Ő azonban a török ellen szervezett balkáni hadjárata közben két év múlva meghalt, és csak kiskorú fiát, a későbbi V. Lászlót hagyta maga után.
1440-ben a magyar rendek I. Ulászló néven magyar királlyá koronázták III. Ulászló lengyel királyt. Ezzel rövid időre ismét perszonálunió jött létre Magyarország és Lengyelország között. Ulászló legfőbb támasza szédületes karriert befutó, rendkívül tehetséges erdélyi nemes, Hunyadi János lett, akit a király erdélyi vajdává tett. I. Ulászló II. Murád szultánnal a Bibliára, és a Koránra tett esküjükkel megerősített békét kötött, amit I. Ulászló 3 hónappal később megszegett. Hunyadi segítségével Ulászló nagy hadjáratot szervezett a terjeszkedő törökök ellen. 1444-ben azonban a mai Bulgária területén a várnai csatában a magyar sereg vereséget szenvedett. A király életét vesztette, és Hunyadi is csak kis híján menekült meg. Ezután a Jagellók elvesztették Magyarországot, a magyar trónra V. László személyében ismét Habsburg uralkodó került.
V. László kiskorúsága idején az ország kormányzója az akkor már leggazdagabb magyar főúrnak számító Hunyadi lett. Hunyadi hatalmas energiával szervezte meg a Magyar Királyság határait mindinkább fenyegető Oszmán Birodalom elleni újabb keresztes hadjáratot, birtokainak jövedelmét is felhasználva. 1456-ban a keresztények hatalmas győzelmet arattak a nándorfehérvári csatában (a mai Belgrád mellett), ami több mint ötven évre megfékezte a törökök további európai hódításait. A csata utáni járványban Hunyadi is életét vesztette. A diadal emlékét őrzi mindmáig a keresztény világban a déli harangszó.
Hunyadi János idősebbik fiát, Lászlót a főúri pártharcok során V. László király tőrbe csalta és lefejeztette, azonban még ugyanebben az évben, 1457-ben ő maga is meghalt, és így a magyar trón megüresedett.

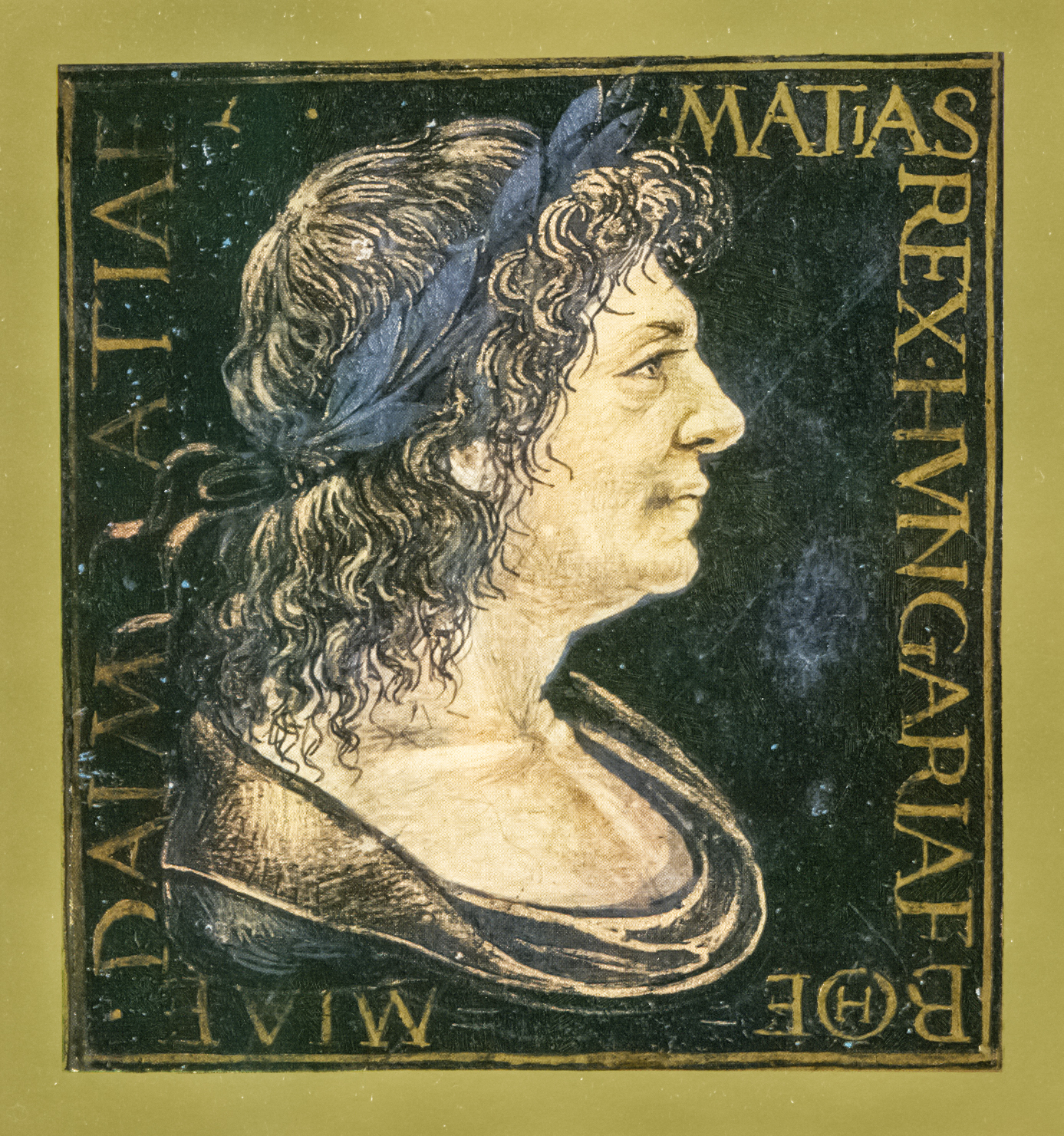
Mátyás arcmása a Marlianus Mediolanensis Corvinában (1449)

A magyar nemesség 1458 telén, Budán, a Duna jegén a 15 éves Hunyadi Mátyást, Hunyadi János kisebbik fiát választotta királlyá. Uralkodása kezdetén leszámolt a főúri pártokkal, és központosított királyi hatalmat épített ki, aminek alapját az első magyar állandó zsoldoshadsereg, a Fekete Sereg képezte. A főurakat korlátozó intézkedései vetették meg az „Igazságos Mátyás" máig élő népi legenda alapját. Több sikeres hadjáratot vezetett a törökök ellen, de Csehország és nyugat felé is. Felismerte ugyanis, hogy a török ellen csak szélesebb összefogással lehet védekezni, s a Német-római Birodalom császárává akarta választatni magát. Diplomáciája is ezt célozta. Feleségül vette Aragóniai Beatrixot, és III. Frigyes német-római császárral megállapodott, hogy amelyikük gyermektelenül hal meg, annak a másik örökli a trónját. Sajnos azonban Mátyás király 1490-ben törvényes örökös nélkül halt meg.
Uralkodása idején budai, illetve visegrádi udvara az európai reneszánsz központjai voltak. Világhírűvé vált könyvtára (corvinák).
Mátyás halála után a magyar rendek egy gyengekezű, könnyen befolyásolható uralkodót akartak, ezért a lengyel király fiát, a Jagelló-házi Ulászlót koronázták királlyá II. Ulászló néven. Ulászló mellett szólt az a lehetőség is, hogy a török ellen lengyel vezetéssel jöjjön létre a szükséges nemzetközi pénzügyi és katonai összefogás, II. Ulászló családja ugyanis hatalmas európai területek fölött uralkodott. A Jagelló-dinasztia lengyel ága azonban más érdekeket követett, és így az elképzelés meghiúsult. Az 1515-ös bécsi kongresszuson a Habsburgok és a Jagellók a gyermekeik között kettős házassági szerződést kötöttek, ami gyakorlatilag azt jelentette, hogy ha a magyar uralkodó utód nélkül halna meg, akkor a Habsburgok öröklik a magyar trónt.

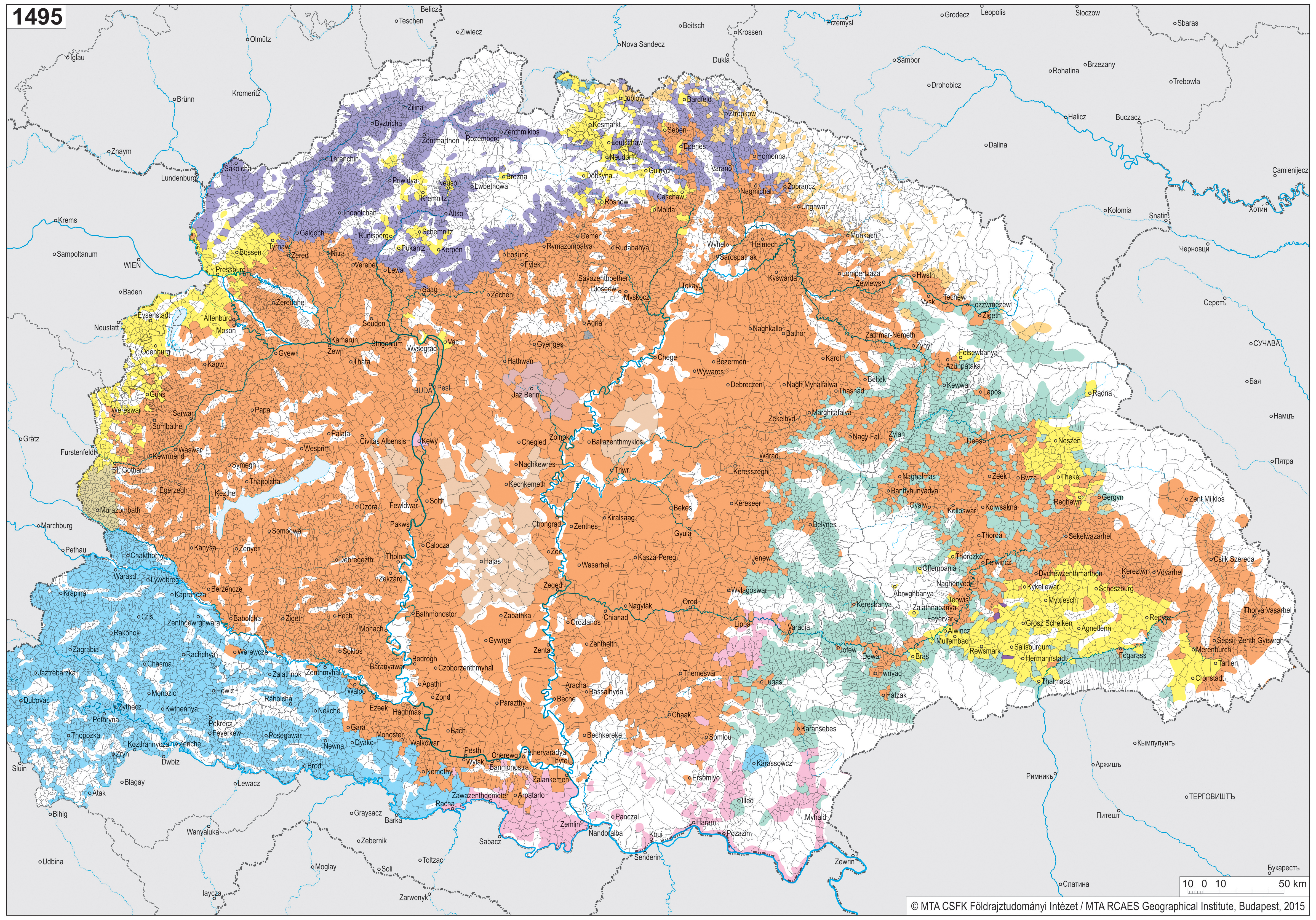
A Magyar Királyság etnikai térképe 1495-ben kutatások alapján (Magyar Tudományos Akadémia), a magyarok narancs színnel vannak jelezve.

### A királyság pusztulása
II. Ulászló halála után fia, II. Lajos követte őt a trónon. Apa és fia uralkodása alatt Magyarország nem készült fel a török elleni harcra. Sőt, a Mátyás alatt elért belső rend és gazdasági fejlődés is gyakorlatilag szétforgácsolódott az egyes főurak belpolitikai küzdelmei miatt. A jobbágyság elnyomása 1514-ben a Dózsa-féle parasztfelkeléshez vezetett, amelynek leverése után a Werbőczi István által készített új törvények a jobbágyság millióinak örökös röghöz kötését, gyakorlatilag fél-rabszolgaságot vezettek be az országban. Ez Magyarország társadalmát hosszú évszázadokra visszavetette a fejlődésben, hiszen ez idő tájt a nyugatabbi országokban éppen a jobbágyság fokozatos megszűnése jelentette a későbbi nemzeti polgárosodás alapját.

## Magyar uralkodói jelvények

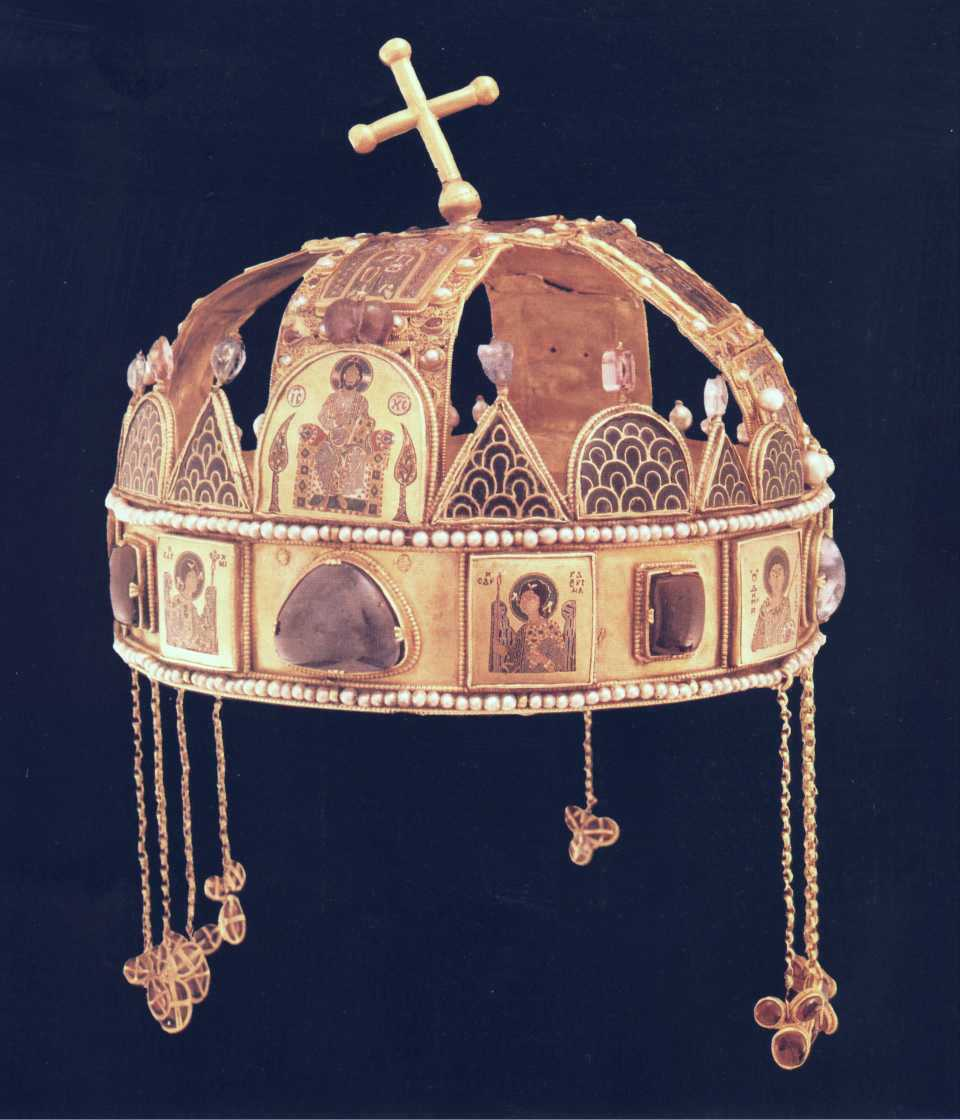
A Szent Korona

- a Szent Korona;
- a koronázási palást;
- a királyi jogar;
- az országalma.
- a koronázási kard

### A Szent Korona jelentősége
A Szent Korona-tan szerint a korona nem csak a magyar államiság jelképe és tanúsága, hanem a királyi hatalom forrása is, és a mindenkori király csak képviselte a korona hatalmát. A Szent Korona birtokolja az ország területét. Adott esetben hozzá tartozhatnak a csatlakozó országok is, ezért volt szokásos, hogy a törvényekben a "Szent Korona Országai" kifejezést használták. rövidítésként használható a "Magyar Királyság" kifejezés, ám ez csak annyiban helyes, amennyiben a latin "Regnum Hungariae" értelemben használjuk. Ugyanis a „hungarus”-tudat egy össznemességi tudat volt, függetlenül a nemzetiségi (magyar, szlovák, román, német, horvát stb.) származástól. Erre példa a szlovákoknál az "Uhorsko" és "Madarsko" megkülönböztetése.

## Magyarország népessége

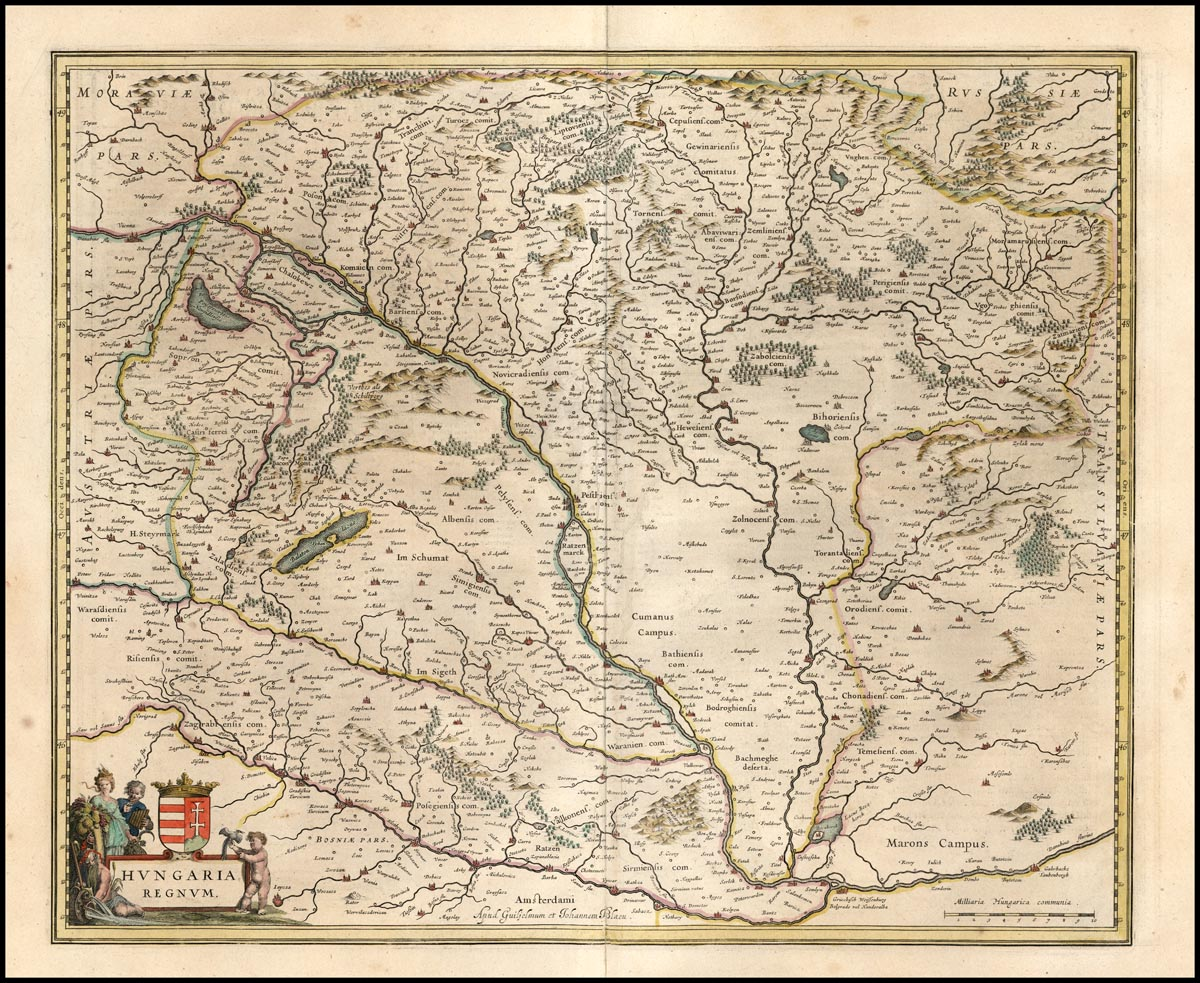
A Magyar Királyság területe 1634

A középkori Magyarországnak 1495-ben végzett összeírás alapján 2,6 millió lakója volt (Horvátország nélkül),
ebből 1,9 millió volt magyar amely a lakosságnak nagyjából 70-75%-a. A Magyar Királyság összlakosságából 1 millió élt a mai Magyarország területén és 1,6 millió a mai országhatáron túli területeken. A mai országhatárokon túli területeken 900 ezer magyar élt, amely a mai határon túli lakosok
nagyjából 55-60%-át jelentette. A déli területek és végvárak magyar többségű népessége folyamatosan csökkent a török támadások miatt.